# Through-hole-technologie

Een schematische weergave van een through-hole-component.

Through-hole-technologie (THT) is een term uit de elektronica waarbij de pinnen van elektronische componenten in voorgeboorde gaten worden geplaatst van een printplaat. Aan de onderzijde worden deze componenten vervolgens vastgesoldeerd. Dit proces kan handmatig worden uitgevoerd, maar gebeurt tegenwoordig meestal met snelle gespecialiseerde machines.
Componenten die niet door de printplaat gaan, maar op het oppervlak worden gemonteerd heet surface-mounted device (SMD).
Hoewel printplaten met THT-componenten duurder zijn om te fabriceren en meer afval geven, wordt deze technologie daarom voornamelijk gebruikt voor grotere en zwaardere componenten, of onderdelen die een sterkere verbinding vragen, zoals stekkers en aansluitpennen.